# Fußball-Club Bayern München Basketball 2021-2022
Questa voce raccoglie le informazioni riguardanti il Fußball-Club Bayern München Basketball nelle competizioni ufficiali della stagione 2021-2022.

## Stagione
La stagione 2021-2022 del Fußball-Club Bayern München Basketball è la 21ª nel massimo campionato tedesco di pallacanestro, la Basketball-Bundesliga.

## Roster
Aggiornato al 20 luglio 2021.
| Bayern München 2021-22 | Bayern München 2021-22 |
| Giocatori              | Staff tecnico          |
| ---------------------- | ---------------------- |

| N. | Naz.                                                  | Ruolo | Nome              | Anno | Alt.   | Peso   |  |
| -- | ----------------------------------------------------- | ----- | ----------------- | ---- | ------ | ------ |  |
| 0  | Stati Uniti (bandiera)                                | G     | Nick Weiler-Babb  | 1995 | 196 cm | 91 kg  |  |
| 1  | Stati Uniti (bandiera)                                | A     | Deshaun Thomas    | 1991 | 201 cm | 104 kg |  |
| 2  | Stati Uniti (bandiera) · Serbia (bandiera)            | P     | Corey Walden      | 1992 | 188 cm | 86 kg  |  |
| 3  | Stati Uniti (bandiera)                                | G     | K.C. Rivers       | 1987 | 196 cm | 97 kg  |  |
| 7  | Germania (bandiera)                                   | P     | Martin Kalu       | 2005 | 195 cm | 91 kg  |  |
| 8  | Stati Uniti (bandiera)                                | C     | Othello Hunter    | 1986 | 203 cm | 102 kg |  |
| 9  | Germania (bandiera)                                   | G     | Joshua Obiesie    | 2000 | 198 cm | 86 kg  |  |
| 10 | Serbia (bandiera)                                     | P     | Ognjen Jaramaz    | 1995 | 193 cm | 88 kg  |  |
| 11 | Serbia (bandiera)                                     | A     | Vladimir Lučić    | 1989 | 204 cm | 95 kg  |  |
| 12 | Germania (bandiera)                                   | G     | Jason George      | 2001 | 200 cm | 88 kg  |  |
| 13 | Germania (bandiera)                                   | G     | Andreas Obst      | 1996 | 191 cm | 81 kg  |  |
| 14 | Bosnia ed Erzegovina (bandiera) · Germania (bandiera) | GA    | Nihad Đedović (C) | 1990 | 196 cm | 86 kg  |  |
| 15 | Sierra Leone (bandiera) · Germania (bandiera)         | C     | Mohamed Sillah    | 2002 | 204 cm | 115 kg |  |
| 16 | Germania (bandiera)                                   | A     | Paul Zipser       | 1994 | 203 cm | 103 kg |  |
| 21 | Stati Uniti (bandiera)                                | AG    | Augustine Rubit   | 1989 | 203 cm | 107 kg |  |
| 22 | Germania (bandiera)                                   | G     | Luis Wulff        | 2004 | 195 cm | 85 kg  |  |
| 26 | Austria (bandiera) · Germania (bandiera)              | AG    | Marvin Ogunsipe   | 1996 | 204 cm | 97 kg  |  |
| 31 | Slovenia (bandiera)                                   | P     | Žan Mark Šiško    | 1997 | 190 cm | 82 kg  |  |
| 32 | Stati Uniti (bandiera)                                | GA    | Darrun Hilliard   | 1993 | 198 cm | 100 kg |  |
| 34 | Germania (bandiera)                                   | AG    | Gavin Schilling   | 1995 | 206 cm | 107 kg |  |
| 43 | Croazia (bandiera) · Germania (bandiera)              | C     | Leon Radošević    | 1990 | 208 cm | 112 kg |  |
| 44 | Serbia (bandiera)                                     | P     | Aleksa Vučetić    | 2004 | 194 cm | 85 kg  |  |

| Allenatore                                                                                                 |
| - Andrea Trinchieri                                                                                        |
| Assistente/i                                                                                               |
| - Đorđe Adžić - / Demond Greene - Slaven Rimac Legenda - (C) Capitano - (IN) Inattivo - Infortunato Roster |

## Mercato

### Sessione estiva
| Acquisti | Acquisti         | Acquisti          | Acquisti      | Acquisti |
| R.       | Nome             | da                | Modalità      |          |
| -------- | ---------------- | ----------------- | ------------- | -------- |
| G        | Andreas Obst     | Ulma              | svincolato    |          |
| AG       | Gavin Schilling  | Braunschweig      | svincolato    |          |
| P        | Ognjen Jaramaz   | Partizan          | svincolato    |          |
| PG       | Nelson Weidemann | BG 74 Gottinga    | fine prestito |          |
| AG       | Marvin Ogunsipe  | Amburgo Towers    | fine prestito |          |
| AP       | Alex King        | s.Oliver Wurzburg | fine prestito |          |
| GA       | Darrun Hilliard  | CSKA Mosca        | svincolato    |          |
| C        | Othello Hunter   | Maccabi Tel Aviv  | svincolato    |          |
| G        | Joshua Obiesie   | s.Oliver Wurzburg | definitivo    |          |
| P        | Corey Walden     | Stella Rossa      | svincolato    |          |
| A        | Deshaun Thomas   | Toyota Alvark     | svincolato    |          |
| AG       | Augustine Rubit  | Žalgiris Kaunas   | svincolato    |          |
| P        | Martin Kalu      | RASTA Vechta      | svincolato    |          |

| Cessioni | Cessioni         | Cessioni          | Cessioni       | Cessioni |
| R.       | Nome             | a                 | Modalità       |          |
| -------- | ---------------- | ----------------- | -------------- | -------- |
| AG       | James Gist       | ASVEL             | fine contratto |          |
| AC       | JaJuan Johnson   | Türk Telekom      | fine contratto |          |
| P        | Wade Baldwin     | Saski Baskonia    | fine contratto |          |
| G        | D.J. Seeley      | Budućnost         | fine contratto |          |
| G        | David Krämer     | Braunschweig      | fine contratto |          |
| PG       | Erol Ersek       | Tigers Tubinga    | fine contratto |          |
| AG       | Matej Rudan      | Mega Belgrado     | prestito       |          |
| C        | Jalen Reynolds   | Maccabi Tel Aviv  | fine contratto |          |
| G        | Diego Flaccadori | Aquila Trento     | prestito       |          |
| PG       | Nelson Weidemann | Niners Chemnitz   | prestito       |          |
| AP       | Sasha Grant      | Scaligera Verona  | prestito       |          |
| G        | Robin Amaize     | Braunschweig      | fine contratto |          |
| AP       | Alex King        | s.Oliver Wurzburg | rescissione    |          |

### Dopo l'inizio della stagione
| Acquisti | Acquisti    | Acquisti   | Acquisti         | Acquisti   |
| R.       | Nome        | da         | Data             | Modalità   |
| -------- | ----------- | ---------- | ---------------- | ---------- |
| G        | K.C. Rivers | Free agent | 11 dicembre 2021 | svincolato |

| Cessioni | Cessioni    | Cessioni   | Cessioni        | Cessioni    |
| R.       | Nome        | a          | Data            | Modalità    |
| -------- | ----------- | ---------- | --------------- | ----------- |
| G        | K.C. Rivers | Free agent | 25 gennaio 2022 | rescissione |